# Исток, север, југ и запад
Исток, север, југ и запад је петнаести албум српске певачице Индире Радић. Радићева је 2011. године прославила двадесет и шест година каријере и снимила албум који је изашао у децембру. Рад на њему је заправо трајао скоро три године, и пратиле су га бројне медијске контроверзе. Певачица је неколико песама представила још у зиму 2010, а остале крајем 2011. На албуму се налази и Индирин хит Живим да живим, који је као сингл изашао још 2009. године. Песма Марија изазвала је бројне и мешовите реакције публике, а видео на Јутјубу био је један од најпопуларнијих на свету крајем 2011.

## О албуму
Индира је у новембру 2009, годину дана после изласка албума Хероји, промовисала две нове песме – Пусти ме и Живим да живим ако преживим и најавила скори излазак новог албума. Открила је да ће на њему бити само дуети са пријатељима, пошто жели да као петнаести у каријери буде посебан и различит од осталих. Радни назив албума чак је и био Индира и пријатељи и његов излазак очекиван је у септембру следеће године. Радићева није испунила обећање и три месеца после заказаног рока, промовисала је три од осам дуета колико је требало да их буде. Биле су то поп песме Не веруј својим очима са Романом Панић и Сто на сат са Лексингтон бендом, као и турбо-фолк песма Сезам са бугарском звездом Азисом. Пет дана касније представила је и поп-фолк нумеру Има туга име, улицу и број, коју је отпевала са Џенаном Лончаревићем. Промоција албума била је померена за Нову годину, и опет одложена због Индирине повратничке турнеје у Америци. Медији су спекулисали да је Индира банкротирала, да је у тешкој депресији, да ниједна продукцијска кућа не жели њен албум и да се посвађала са Сашом Поповићем, директором Гранд продукције. Пут у Сједињене Државе певачица је искористила и да сними спот за песму Исток, север, југ и запад, коју је отпевала са групом Црвена јабука. Радићева се вратила са веома успешне америчке турнеје, и отишла на европску, заједно са Аленом Исламовићем и Младеном Војичићем – Тифом. У мају је објављено да је Цеца променила концепт свог новог албума, те вратила Индири песму Иде то с годинама, коју јој је ова поклонила. То је утицало и на одлуку Радићеве да сними албум искључиво од дуета, па је решила да убаци и неколико соло песама. У јулу 2011. на њен редизајнирани сајт постављена је песма Једном се само живи, а певачица је обећала да ће албум, чије је име промењено у Исток, север, југ и запад, дефинитивно изаћи на јесен. Крајем августа Индирин PR тим је расписао конкурс за омот новог албума. Више од две стотине радова које су направили фанови певачице постављено је 5. октобра на њен сајт и на фејсбук страницу, а гласање за најбољи омот трајало је десет дана. Радићева је победнику конкурса поклонила путовање и повукла се из јавности до 29. октобра, када је у Хелсингборгу (Шведска) промовисала нови, трећи по реду, дует са Исламовићем. Индира је петог новембра одржала концерт у Минхену, и издала трећи сингл – Прославићу крај.
Две недеље касније је потврђено да ће албум издати Гранд продукција, те су демантоване гласине да „Индиру тамо не желе“. Дует са Аленом и песма Иде то с годинама представљени су на телевизији ДМ 22. новембра, а певачица је промоцију осталих песама наставила у емисијама Недељно поподне код Лее Киш и Гранд шоу. Двадесетдеветог новембра је отпевала баладу Две музике, на којој доминира звук тамбуре, а 12. децембра је на свој Јутјуб канал поставила и поп-фолк песму Киша. Исток, север... је изашао у продају 16. децембра. На албуму се налази француска верзија дуета Марија, који је певачица отпевала са Станком Маринковићем, француским певачем српског порекла.
Српски и хрватски медији су неколико дана коментарисали песму Марија, што је умногоме повећало певачицину популарност и број прегледа на Јутјубу. Ипак, непуних недељу дана после изласка албума, најављено је да ће први тираж бити повучен из продаје јер је на албум стављена поменута контроверзна песма, која је требало да буде објављена тек за неколико месеци, али Саша Поповић је касније одустао од те идеје.

## Песме
Индира је кадрове за спот насловне нумере снимила у Њујорку и Кемеру (Турска). Песма Једном се само живи није стављена на албум. Музику за неколико песама је написао Индирин син, Северин Радић.
| Број | Назив                                                            | Датум промоције                                         | Аутори | Број прегледа на Јутјубу (приближно) |
| ---- | ---------------------------------------------------------------- | ------------------------------------------------------- | --- | ------------------------------------ |
| 1.   | Иде то с годинама                                                | 22. новембар 2011.                                      | Горан Ратковић - Рале/Северин Радић (музика) Марина Туцаковић (текст) Станиша Трајковић – Нише (аранжман) | 760.000                              |
| 2.   | Љубав стара (Немам куће, немам крова) дует са Аленом Исламовићем | 29. октобар 2011. (Шведска) 22. новембар 2011. (Србија) | Г. Ратковић М. Туцаковић/Стева Симеуновић С. Трајковић                                                    | 1.000.000                            |
| 3.   | Киша                                                             | 12. децембар 2011.                                      | Г. Ратковић/С. Радић М. Туцаковић Г. Ратковић/С. Трајковић                                                | 300.000                              |
| 4.   | Црвени тепих                                                     |                                                         | Г. Ратковић/С. Радић Бора Ђорђевић Г. Ратковић/Даниел Богдановић                                          | 135.000                              |
| 5.   | Две музике                                                       | 29. новембар 2011.                                      | Д. Богдановић/Г. Ратковић/С. Радић Миладин Богосављевић Перица Симоновић                                  | 205.000                              |
| 6.   | Прославићу крај                                                  | 5. новембар 2011.                                       | Г. Ратковић Горан Кириџић - Киро Горан Велинов - Панча                                                    | 640.000                              |
| 7.   | Исток, север, југ и запад дует са Црвеном јабуком                |                                                         | Г. Ратковић/С. Радић Звонко Пантовић - Чипи Г. Ратковић/Д. Богдановић                                     | 120.000                              |
| 8.   | Има туга име, улицу и број дует са Џенаном Лончаревићем          | 3. децембар 2010.                                       | Г. Ратковић/С. Радић М. Туцаковић Г. Ратковић                                                             | 1.500.000                            |
| 9.   | Сто на сат дует са Лексингтоном                                  | 28. новембар 2010.                                      | Г. Ратковић/С. Радић М. Туцаковић Г. Ратковић                                                             | 580.000                              |
| 10.  | Ништа ми не замери                                               |                                                         | Г. Ратковић/С. Радић М. Богосављевић Д. Богдановић                                                        | 115.000                              |
| 11.  | Сезаме дует са Азисом                                            | 28. новембар 2010.                                      | Г. Ратковић/С. Радић М. Туцаковић Г. Ратковић/С. Трајковић                                                | 1.210.000                            |
| 12.  | Само ноћас да си ту                                              |                                                         | Г. Ратковић/С. Радић С. Симеуновић С. Трајковић                                                           | 270.000                              |
| 13.  | Не веруј својим очима дует са Романом Панић                      | 28. новембар 2010.                                      | Г. Ратковић М. Туцаковић Г. Ратковић                                                                      | 150.000                              |
| 14.  | Ако умрем сад                                                    | децембар 2008.                                          | Г. Ратковић/С. Радић М. Богосављевић Г. Ратковић                                                          | 460.000                              |
| 15.  | Марија дует са Станком Маринковићем                              |                                                         | Г. Ратковић/С. Радић Г. Ратковић                                                                          | 4.800.000                            |
| 16.  | Живим да живим                                                   | 25. октобар 2009.                                       | Александар Перишић – Ромарио М. Туцаковић                                                                 | 2.200.000                            |
| 17.  | Пусти ме                                                         | 13. новембар 2009.                                      | Драган Брајовић – Браја Дејан Абадић                                                                      | 1.430.000                            |

## Пријем
Дуети Сезам и Не веруј својим очима нису привукли већу пажњу, иако се то очекивало. С друге стране, песма Има туга име, улицу и број бележи највећи број прегледа на Јутјубу од свих дуета које је Радићева промовисала 2010. године. Сингл Прославићу крај, који је стекао незнатну популарност, није постао хит какав је била песма Живим да живим. Дует Марија је изазвао бројне и мешовите реакције већ истог дана када је постављен на Јутјуб. Наиме, многи су Индири замерили лош изговор француског језика, и сматрали да јој та песма уопште није била потребна. Други су пак хвалили певачицину храброст и померање граница поп-фолк музике. Од осталих песама са албума, најбоље су прошле Иде то с годинама и Само ноћас да си ту, док је на најлошији пријем код публике наишао дует Исток, север, југ и запад, песма о љубави на даљину, од које се највише очекивало.